# Vinícius Araújo
Vinícius Vasconcelos Araújo (João Monlevade, 22 februari 1993) is een Braziliaans voetballer die bij voorkeur als aanvaller speelt.

## Clubcarrière
Araújo debuteerde in 2013 in de Braziliaanse Série A in het shirt van Cruzeiro. Hij speelde zich op twintigjarige leeftijd in de basiself. Eind januari 2014 nam Valencia CF hem voor 3.5 miljoen over van Cruzeiro. De Spaanse club kocht 50% van zijn spelersrechten.